# Ђенацано
Ђенацано (итал. Genazzano) је насеље у Италији у округу Рим, региону Лацио.
Према процени из 2011. у насељу је живело 4599 становника. Насеље се налази на надморској висини од 315 м.

## Становништво
| 1936. | 1951. | 1961. | 1971. | 1981. | 1991. | 2001. | 2011. |
| ----- | ----- | ----- | ----- | ----- | ----- | ----- | ----- |
| 4.836 | 5.392 | 4.836 | 4.632 | 4.717 | 5.065 | 5.314 | 5.959 |